# 蔡承翰
蔡承翰（1999年1月1日—），臺灣男演員，台灣新生代演員，2016年首次演出民視《我的老師叫小賀》以白兆億一角受到矚目。

## 影視作品

### 電視劇
| 年份   | 播出頻道 | 劇名               | 飾演       |
| 2016年 | 民視     | 《我的老師叫小賀》 | 白兆億     |
| 2017年 | 民視     | 《實習醫師鬥格》   | 高英俊     |
| 2019年 | 大愛     | 《菜頭梗的滋味》   | 陳蓮介     |
| 2019年 | 華視     | 《守著陽光守著你》 | 隊員       |
| 2020年 | 民視     | 《無主之子》       | 李見修     |
| 2021年 | 民視     | 《多情城市》       | 小沈       |
| 2021年 | 民視     | 《日蝕遊戲》       | 王宇哲     |
| 2022年 | 民視     | 《黃金歲月》       | 米漿       |
| 2024年 | 民視     | 《愛的榮耀》       | 發升(土豆) |
|        | 待播     | 《扳手阿發》       | 孫偉(少年) |

### 網路劇
| 年份   | 劇名                    | 飾演 | 備註 |
| 2018年 | 《噓腦補劇場-幸福歪了》 | 珍珍 |      |

### 廣告
| 廣告名稱                                   |
| 《富邦金控-徵才篇》                        |
| 《利百代文具廣告》                         |
| 《可愛多冰淇淋廣告》                       |
| 《中華民國銀行公會-我的輕時尚 支付我做主》 |
| 《阿強師手打麵網路宣傳片》                 |
| 《2020東石海之夏宣傳》                     |

## 綜藝節目
| 節目名稱                        |
| 《全家有智慧》                  |
| 《四季線上影視-你在大聲什麼啦》 |
| 《民視第一發發發》              |
| 《綜藝大集合》                  |

## 外部連結
- 蔡承翰的Instagram
- 蔡承翰的Facebook專頁
- 鳳凰藝能－蔡承翰 （页面存档备份，存于）